# Giancarlo Artioli
 (janvier 2022).
Si vous disposez d'ouvrages ou d'articles de référence ou si vous connaissez des sites web de qualité traitant du thème abordé ici, merci de compléter l'article en donnant les références utiles à sa vérifiabilité et en les liant à la section « Notes et références ».
 (janvier 2022).
Le contenu est difficilement compréhensible vu les erreurs de traduction, qui sont peut-être dues à l'utilisation d'un logiciel de traduction automatique.
 (janvier 2022).
Giancarlo Artioli (Moglia, 2 novembre 1928 – Mezzocorona, 2 novembre 1987) est un  entrepreneur italien.

## Biographie
Giancarlo Artioli était un protagoniste dans l’industrie automobile italienne dans les années 1980. Fils de Alcide Artioli, un commerçant de bêtes et propriétaire de terrains, il est né à Moglia (MN) le 2 novembre 1928.

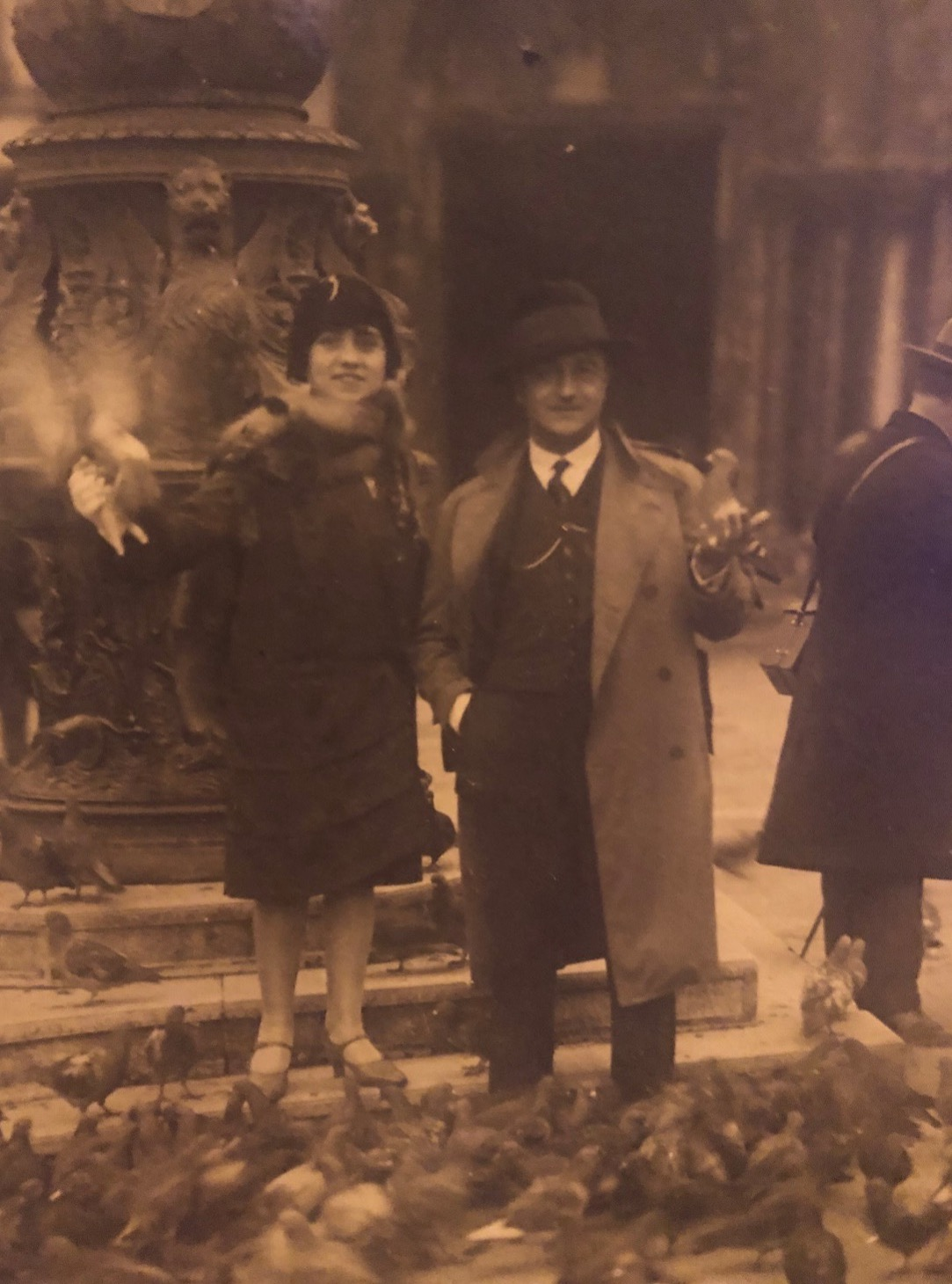
Alcide et Olga Artioli

Peu après le déclenchement de la deuxième guerre mondiale, il épousa Olga Cuccurullo, fille d’un entrepreneur fermier, Agostino Cuccurullo, fameux pour avoir été l’un des premiers italiens à avoir construit des moulins modernes pour les machines à graines en Russie.
Après la naissance de leurs 5 enfants, Giancarlo l’aîné, Liana, Romano, Gabriella et Roberto, la famille a déménagé à Bolzano, où Artioli réalise son activité commerciale entre l’Autriche et la Suisse. Subitement après le début du conflit mondial, afin d’éviter plusieurs bombardements anglais qui touchent Bolzano, qui était un nœud ferroviaire important pour les troupes allemandes, le couple et leurs enfants décident de déménager à Mendola, un petit village en montagne entre la province de Bolzano et Trente.

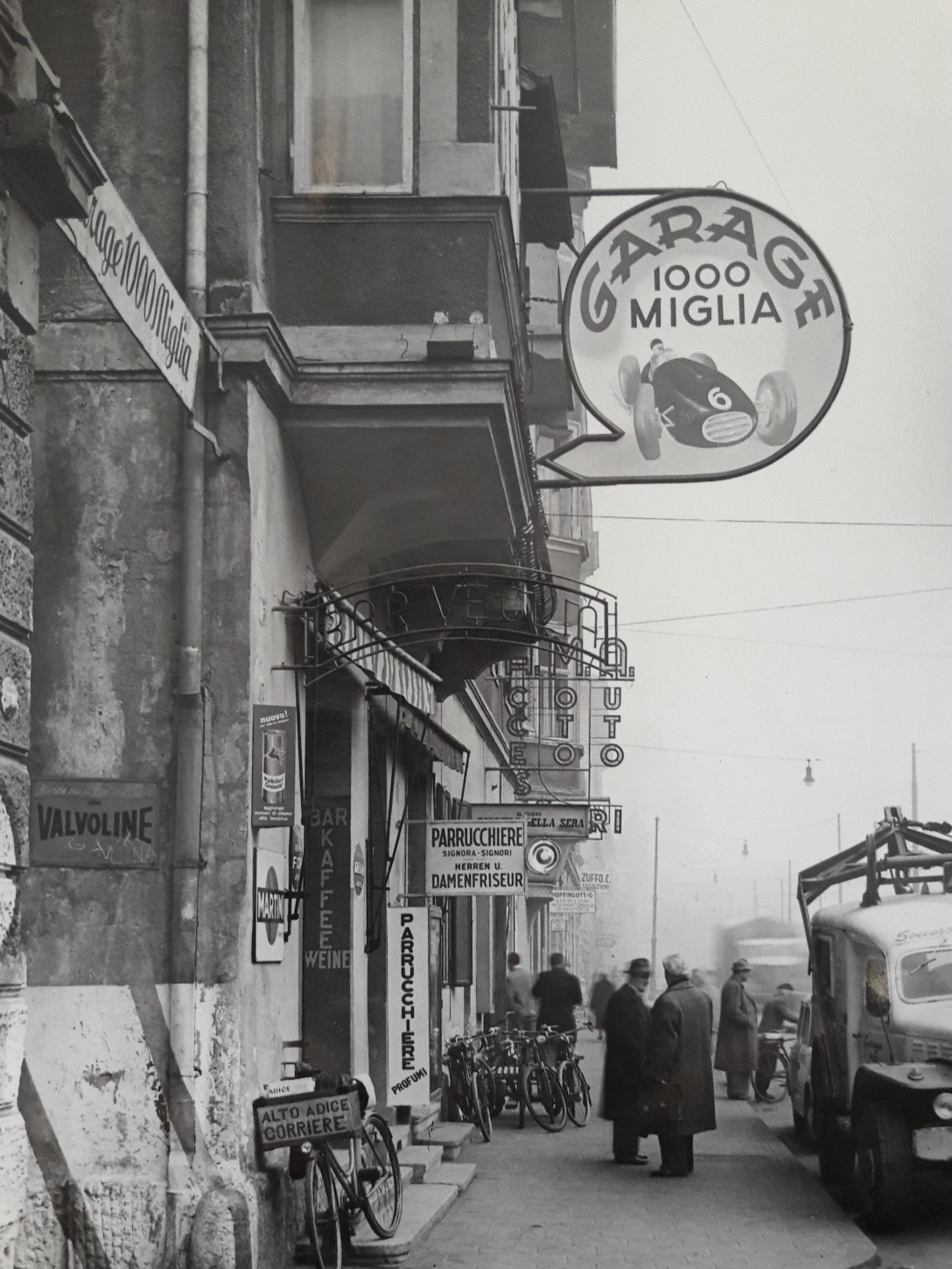
Photo historique du garage 1000Miglia

Lorsque la guerre s’est terminée, la famille retourne à Bolzano, où Artioli commença à travailler comme représentant de la marque Galbani, jusqu’à ce qu’il atteigne le capital nécessaire pour pouvoir ouvrir le Garage 1000Miglia en 1953, avec l’aide de son père Alcide. Il s’agit d’une station de service qui offre une assistance technique à de nombreuses voitures prestigieuses de passage dans les lieux touristiques proches. À la fin de son service militaire, le frère cadet Romano s’est joint à l’entreprise qui entre-temps était devenue le concessionnaire officiel Alfa Romeo, pour ensuite devenir le premier concessionnaire de chiffres d’affaires de Opel GM en Italie, dans les années 1980.
Dans les années 1978, Artioli et son frère cadet ont fondé l’Autoexpo S.p.A. Società, basé à Ora (BZ), qui distribue les marques MIDAS et GMC en Italie. Dans les années 1980, avec l’aide de la famille Bassano-Miyakawa, qui les ont introduits dans le monde de l’automobile au Japon, ils ont obtenu la distribution de la marque Suzuki en Italie. Cela leur ont permis de positionner, à travers une vision exacte de connaissance du marché, le petit hors route Suzuki à devenir le premier 4x4 à usage citadin et le hors route le plus vendu en Italie. La demande était si consistance qu’ils ont considéré de réaliser l’importation de Suzuki-Santana en Espagne également.

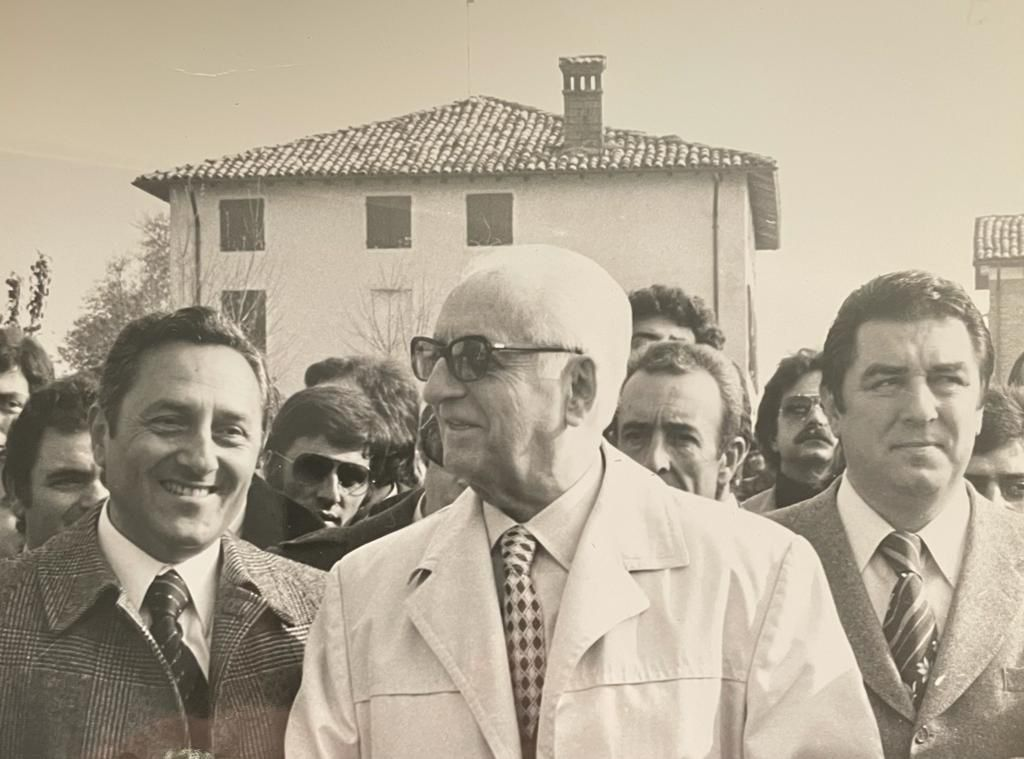
Giancarlo Artioli et Enzo Ferrari

En 1985, le groupe familial obtient la distribution de Ferrari Automobiles pour la région de Triveneto dans un premier temps, puis pour le sud de l’Allemagne, qui a précédé l’inauguration de Autoexpo GMBH en 1986, à Filderstadt. En quelques années seulement, l’Allemagne était devenu le marché le plus important, après la voiture américaine du cheval rempant.
Durant ces années de succès dans les ventes, s’ajoutent au holding familial Fisico S.p.A., la fabrique Berman de San Benedetto Po (MN), spécialisée dans la production de pièces d’origine, société qui aura été cédée au frère Roberto et à la société Subaru Italie S.p.A. basée à Ala (TN), qui grâce à la renommée et à la fiabilité de Giancarlo, importera et distribuera dans le marché italien les machines de transports japonaises de la marque Fuji Heavy Industries. En 1987, avec l’aide de Jean Marc Borel, journaliste et écrivain passionné d’auto, le frère Romain propose au holding familial d’acquérir la marque Bugatti de Messier-Bugatti. La transaction s’est réalisée dans la même année à travers Autoexpo’ GmbH, société appartenant au holding FISICO S.p.A.
Lorsque l’achat a été réalisé, le frère cadet Romano a entrepris une série d’initiatives qui les ont amenés a fonder une myriade de société reliée à la marque acquise récemment. Tout d’abord, la création de Bugatti Automobiles S.p.A., dirigé par le PDG Paulo Stanzani, titulaire du Know How, père de voitures à succès dont Countachde Lamborghini et qui se verra remplacé en 1991 de ingénieur Nicola Materazzi à l’ingénieur Mauro Forghieri en 1992, et enfin par l’architecte Giampaolo Benedini.
Vient s’ajouter à Bugatti Automobiles la Ettore Bugatti S.R.L, basée à Ora (BZ), société qui s’occupera de la création et vente d’accessoires et de vêtements de luxe avec la marque EB, présidée jusqu’à son échec en 1995 par l’épouse de Romano, Renata, tandis que Serenella Artioli était vice-présidente jusqu’en 1991.
Artioli était particulièrement actif également dans l’activité sportive à Bolzano, s’occupant notamment avec succès durant son peu de temps libre, de Basket Fiamma, militant du club de basket masculin série C, pour ensuite devenir président du basket féminin de la ville jusqu’à atteindre la série A2 lors de la saison 1986-1987.
Le 2 novembre 1987, à l’âge de 59 ans, Artioli décéda lors d’un accident de voiture provoqué par la rupture soudaine d’un pneu de la voiture Jaguar dans laquelle il voyageait avec sa femme Pilar et leurs enfants Diego et Marina, qui sont eux indemnes.
En 1995, seulement 8 années après sa mort, le tribunal de Modena a prononcé la faillite de Bugatti Automobiles S.p.A, ce qui entraînera la cessation de toutes les activités appartenant à la famille Artioli, à l’exception de KIA Motors Italia, repris par Serenella Artioli, et Berman S.p.A vendu à Roberto Artioli, qui opère toujours dans le domaine des composants automobiles.

## Entreprises gérées
- Garage 1000Miglia : créée en 1953. Concessionnaire Bolzano Opel et GM. L' activité a cessé en 1998.
- Wagen : créée en 1987. Concession Suzuki à Bolzano (BZ).
- Autexpò Sp À. : créée en 1978. Importateur et distributeur officiel à Ora (BZ) des marques GMC, Midas, Suzuki, Suzuki-Santana, Maruti.
- Subaru Italia Sp À. : créée en 1986. Importateur et distributeur officiel à Ala (TN) de la marque Subaru.
- Technotrading : Entreprise opérant dans le secteur de la logistique.
- Berman : Entreprise spécialisée dans la production de composants d'équipement d'origine et d'accessoires d'origine pour voitures.
- Auexp GMBH : créée en 1986. Importateur et distributeur officiel des voitures Ferrari Automobili pour le sud de l'Allemagne.
- Bugatti Automobili Sp À. : Fondée en 1987 à Campogalliano (MO). Entreprise de fabrication des EB 110 et EB 110 super sport.
- Ettore Bugatti SRL : créée en 1989. Entreprise produisant des articles de luxe liés à la marque Bugatti.
- KIA Motors Italie : fondée par Serenella Artioli en 1991. Importateur et distributeur officiel des voitures KIA
- Basket Opel Bolzano : entreprise est entrée avec la présidence de Giancarlo Artioli dans la série A2 de Basketball.